# Gravidez masculina

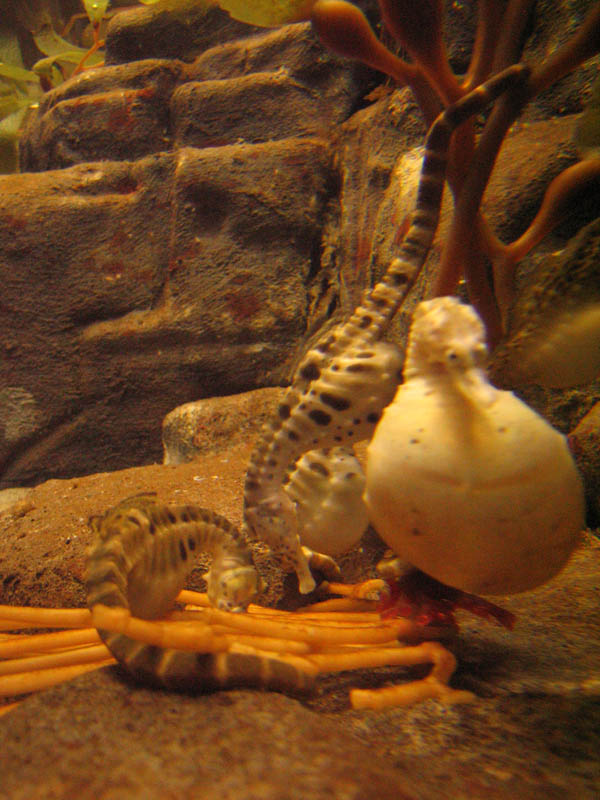
cavalo-marinho macho grávido.

Gravidez masculina é a incubação de um ou mais embriões ou fetos por macho de qualquer espécie. Em quase todos as espécies heterogâmicas de animais, filhotes, são normalmente gerados pela fêmea até o nascimento, mas em peixes da família Syngnathidae  (pipefish e cavalos-marinhos), os machos executam esta função. .
A gravidez masculina na espécie humana ocorre unicamente em homens transexuais, caso estes mantenham seus órgãos reprodutores ao não realizar a histerectomia. Tal fato pode ocorrer por inseminação artificial, estupro corretivo, por relações homossexuais com homens cisgêneros ou ainda através de relações heterossexuais com mulheres transexuais ou travestis. Para que se dê tal fato naqueles que já utilizam o tratamento hormonal, é necessária a interrupção da hormonização por um período ainda não especificado pela medicina, mas que, por casos anteriores conhecidos, pode ser calculado entre três e seis meses de interrupção.